# Rębielcz
Rębielcz [pronunciación en polaco: /ˈrɛmbjɛlt͡ʂ/] (en alemán: Rambeltsch) es un pueblo en el distrito administrativo de Gmina Pszczółki, dentro del Distrito de Gdańsk, Voivodato de Pomerania, en el norte de Polonia. Se encuentra aproximadamente 3 kilómetros al sudoeste de Pszczółki, 13 kilómetros al sur de Pruszcz Gdański, y 24 kilómetros al sur de la capital regional, Gdańsk.
El pueblo tiene una población de 670 habitantes.